# 沃基肖
沃基肖（英語：Waukesha）是美國威斯康星州的一個城市，也是沃基肖縣的郡治，位於密爾沃基的郊區，是密爾沃基大都市區的郊區衛星城。據2010年人口普查，沃基肖有人口70,718人。

## 2021年遊行事故
2021年11月21日，一名人士開著車衝向遊行隊伍，造成多人傷亡。那裡也有關於有人開槍的報道。